# دان شانون
دان شانون (بالإنجليزية: Dan Shannon) هو لاعب كرة قاعدة أمريكي، ولد في 23 مارس 1865 في بريدجبورت في الولايات المتحدة، وتوفي بنفس المكان في 24 أكتوبر 1913.

## وصلات خارجية
- دان شانون على موقعبيزبول رفرنس.كوم (الدوري الرئيسي) (الإنجليزية)
- دان شانون على موقعبيزبول رفرنس.كوم (الدوري الثانوي) (الإنجليزية)